# Fort Stevens
Fort Stevens fue una instalación militar norteamericana que resguardaba la desembocadura del Río Columbia en el estado de Oregón. Construido al final de la guerra de Secesión, nombrada así por el General de dicha Guerra y exgobernador del Territorio de Washington, Isaac Stevens. El fuerte fue una activa reserva militar desde 1863–1947. El fuerte está registrado en el National Register of Historic Places de los Estados Unidos.

## Historia

### Guerra de Secesión

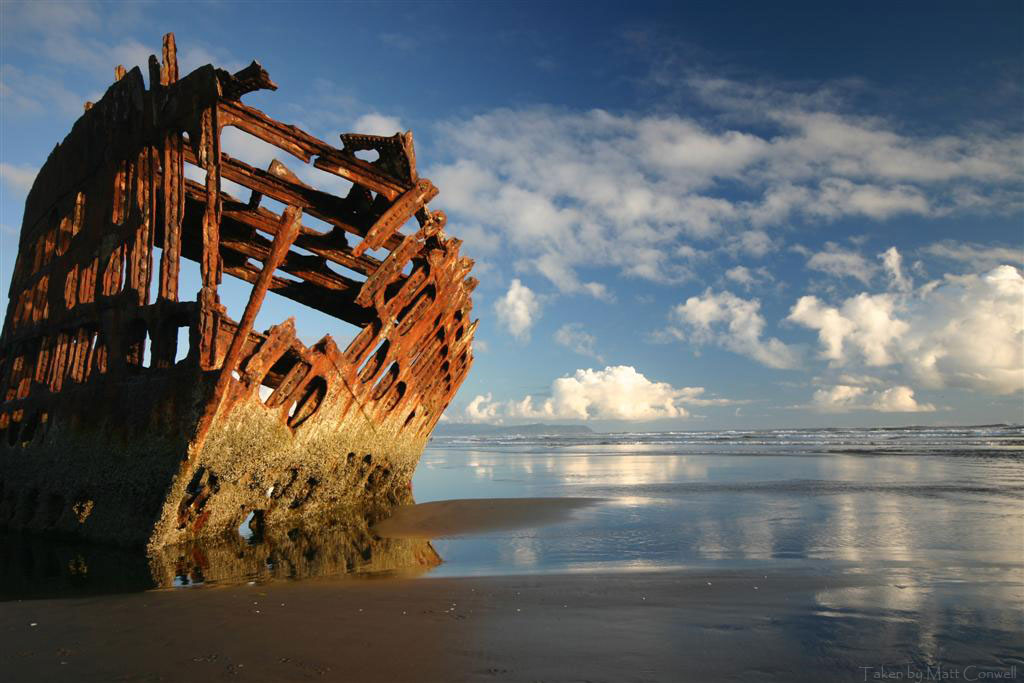
El pecio del Peter Iredale, agosto de 2006.

Construido durante la guerra de Secesión, Fort Stevens era la instalación militar primaria en el complejo Three Fort Harbor Defense System de la desembocadura de Río Columbia. Los otros dos fuertes del sistema eran Fort Canby y Fort Columbia en la ribera de Washington del río. El fuerte fue construido para resguardar la boca de río de un eventual ataque británico durante las tensiones regionales derivadas de la guerra del Cerdo de 1859–70 en las Islas San Juan, manteniéndose relevantes durante la Disputa de la frontera de Alaska cuando las tensiones británico-norteamericanos escalaron una vez más a casi una guerra.

### Peter Iredale
En 1906, la tripulación del velero Peter Iredale encontraron refugio en el fuerte después de que el capitán del Peter Iredale encallara en el Clatsop Spit.El pecio es visible hasta hoy día.

### Segunda Guerra Mundial

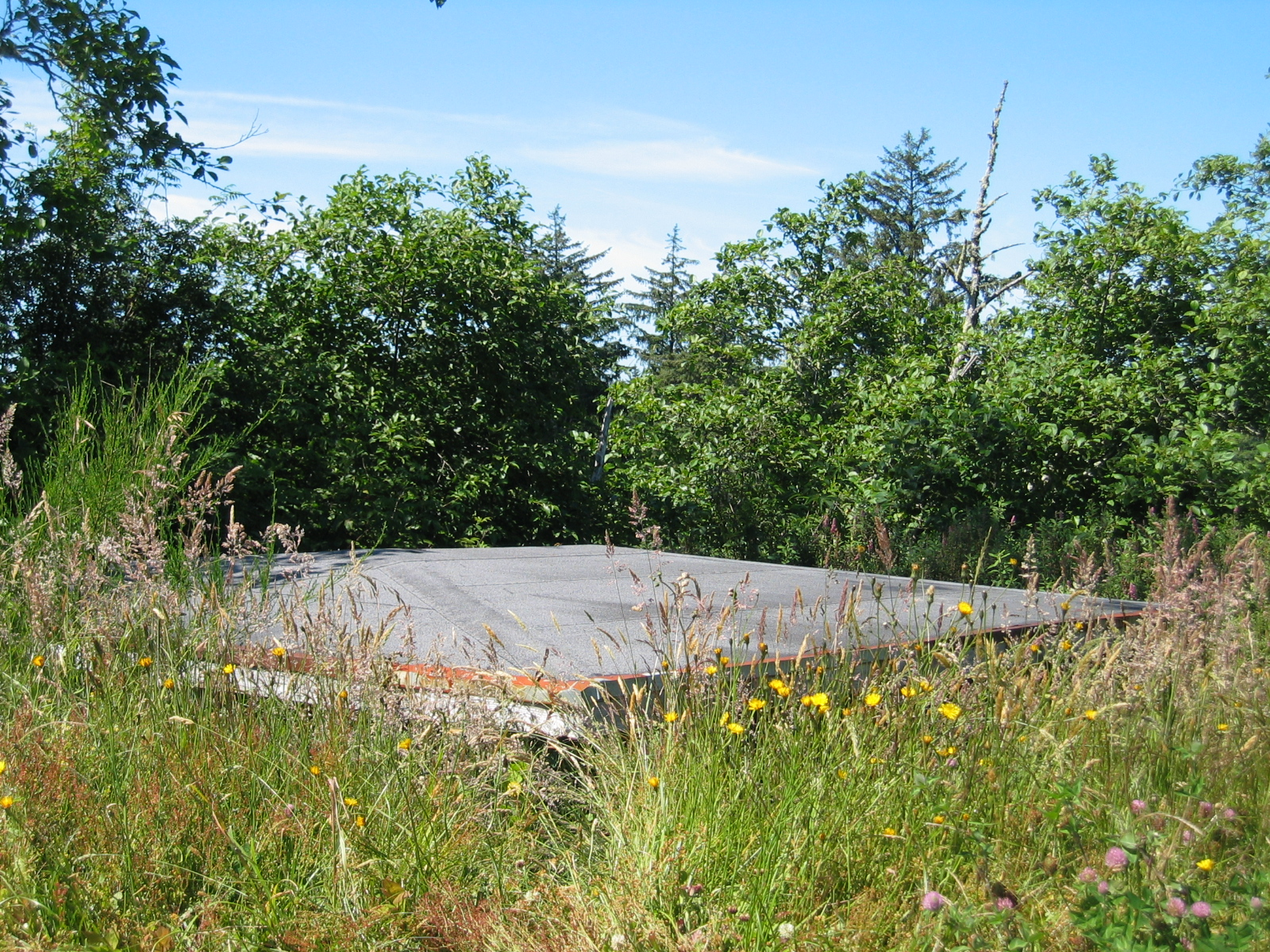
Búnker en los alrededores del fuerte.

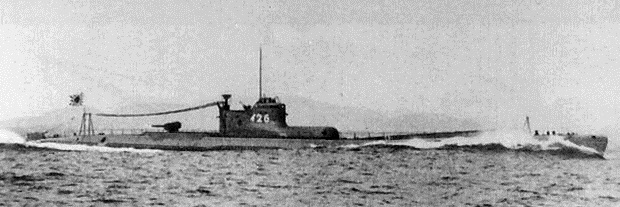
El hangar bulboso y la catapulta son visibles por delante de la torre de mando del I-25. Ahí se guardaba el "Glen" de Nobuo Fujita

En las noches del 21 y el 22 de junio de 1942, el submarino japonés I-25 disparó 17 andanadas de artillería sobre Fort Stevens, convirtiéndola en la única estructura militar de Estados Unidos continental que recibió fuego enemigo en la Segunda Guerra Mundial. El ataque no causó daños en el fuerte. El campo de béisbol del fuerte fue la única baja. Fort Stevens y sus baterías protegieron el río hasta poco después de la Segunda Guerra.  En 1947 el fuerte fue cerrado; todo el armamento fue desguazado y las instalaciones puestas en custodia del Cuerpo de Ingenieros de Ejército de los Estados Unidos. A los pocos años fueron transferidos a los Parques estatales de Oregon.

## Parque estatal
Fort Stevens está preservado dentro del Fort Stevens State Park, que es parte a su vez del Lewis and Clark National and State Historical Parks. Este parque de 3700 acres incluye camping, playa, natación en el Lago Coffenbury, senderos, y un museo histórico militar.

## Véase también

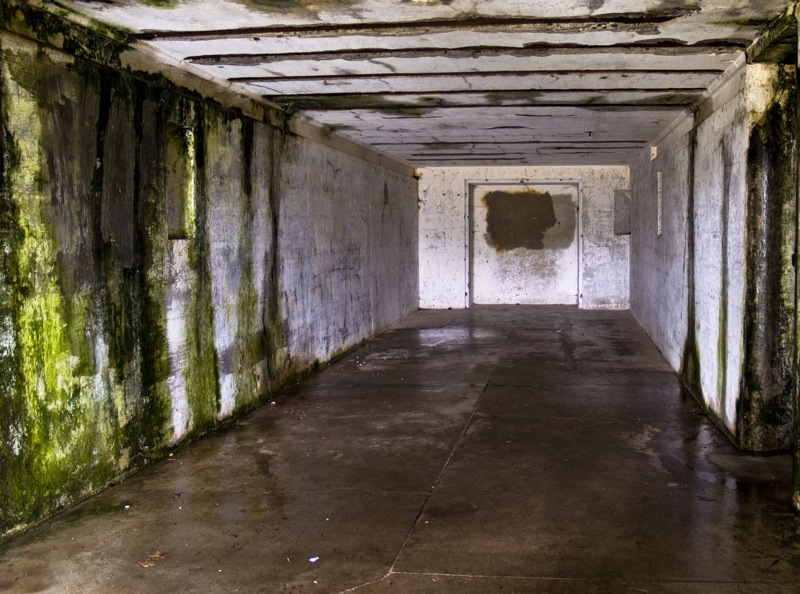
Interior del fuerte abandonado